# Зубко Василь Мойсейович
Василь Мойсейович (Мусійович) Зубко (травень 1904 — ?) — український радянський державний діяч, міністр меблевої промисловості і столярних (теслярських) виробів Української РСР. 

## Життєпис
Освіта вища. Член ВКП(б).
З жовтня 1946 по листопад 1952 року — заступник міністра меблевої промисловості і столярних (теслярських) виробів Української РСР.
У листопаді 1952 — 10 квітня 1953 року — міністр меблевої промисловості і столярних (теслярських) виробів Української РСР.
З квітня 1953 по березень 1954 року — заступник міністра лісової і паперової промисловості Української РСР. З березня по червень 1954 року — 1-й заступник міністра лісової і паперової промисловості Української РСР. З червня 1954 року — начальник «Укрголовмеблепрому» Міністерства лісової і деревообробної промисловості СРСР.
З вересня 1955 до травня 1957 року — заступник міністра паперової і деревообробної промисловості Української РСР.
З липня 1957 року — начальник відділу паперової і деревообробної промисловості Державної планової комісії Української РСР. На 1959—1964 роки — в.о. заступника, заступник начальника відділу (планування) лісової, паперової і деревообробної промисловості Державної планової комісії Української РСР.

## Нагороди
- ордени
- медалі
- Почесна грамота Президії Верховної Ради Української РСР (16.05.1964)